# Filip Duranski
Filip Duranski (in macedone Филип Дурански?; Skopje, 17 luglio 1991) è un calciatore macedone, centrocampista del Vardar.

## Carriera

### Club

#### Slavia Praga
Gioca il 25 aprile 2010 in Sigma Olomouc-Slavia Praga 3-1 entrando a pochi minuti dalla fine al posto di Jan Kysela. Il 1º ottobre 2010 rimane in panchina in Slavia Praga-Viktoria Plzeň 0-1, entrando nel finale di Viktoria Žižkov-Slavia Praga 1-1 al posto di Stepan Kores.
Torna in campo il 6 novembre 2011 subentrando nel finale a Zoran Milutinović nella sfida contro il Viktoria Plzeň (2-1).

### Nazionale
Tra il 2009 e il 2010 ha giocato nella nazionale macedone Under-21. Esce a fine primo tempo in Macedonia Under-21-Grecia Under-21 1-2

## Palmarès

### Club

#### Competizioni nazionali
- Coppa di Macedonia: 2

Rabotnički: 2013-2014
Vardar: 2024-2025
- Campionato macedone: 1

Rabotnički: 2013-2014